# 秋山正美
秋山 正美（あきやま まさみ、1929年(昭和4年)2月10日 - 2001年(平成13年)10月1日）は、日本の文筆家、昭和少年少女文学館代表。

## 人物
英文著述家・秋山愛三郎の長男として京都に生まれる。1952年中央大学法学部中退、病弱のため、新聞の街頭販売、セールスマン、洋食器工場の工員など職を転々としながら療養生活を送る。
1961年ごろ、旺文社、学習研究社の中学校・高校生雑誌に連載読物を書き、文筆家となる。
1965年、私小説『求婚戦争』が日本テレビで連続ドラマ『男ごころ』として放送される。恋愛指南、室内遊び、女性のオナニーなどについて執筆。1970年ころ、自身の本、雑誌、レコード、パンフレットなどのコレクションをもとに昭和少年少女文学館を設立する。古書コレクター。1994年「毎日中学生新聞」に、中学生のための昭和史「タイムカプセル昭和の旅」を連載。
秋山の母は24歳の時、28歳年上の秋山愛三郎と恋愛をし正美を生んだが、父の正妻が死ぬまで五年ほど母子家庭だった。

## 著書
- 『これだけで相手は動く 異性の心を知る方法』青春新書、1962
- 『求婚戦争 花嫁を求め続けた16年間の記録』大和書房、1963
- 『愛の通信法 手紙・電話・伝言・サインの成功法』新星出版社、1964
- 『あなたとわたしのバイブル 四季のデート』高橋新書、1965
- 『求婚戦争 花嫁を求め続けた16年間の記録』大和書房 ペンギン・ブックス、1965
- 『トランプゲームと室内遊び』新星出版社、1965
- 『パーティーのすべて』高橋新書、1965
- 『ひとりぼっちの愛と性 孤独なあなたのための』第二書房、1965
- 『愛の1人パズル』新興出版社 真昼文庫、1966
- 『心理テストと実例入りの高校生専科』東京文潮社、1966
- 『ひとりぼっちの愛情 孤独な女性の性生活』第二書房、1966
- 『ひとりぼっちの性生活 孤独に生きる日々のために』第二書房、1966
- 『ひとりぼっちの性の告白 このモヤモヤをみんなで考える』第二書房、1966
- 『びっくりハント術』一水社 かもめ新書、1966
- 『ゲーム・余興・宴芸 楽しい集会のための新案ゲーム集』編 虹有社、1967
- 『新選福引 新案1500題と司会の方法』虹有社、1967
- 『ペッティングのすすめ 新しい愛の技術』三崎書房 1967
- 『ペッテイングのすすめ 愛撫のスタイル・ブック』三崎書房、1967
- 『ホモテクニック 男と男の性生活』第二書房、1968
- 『レスビアンテクニック 女と女の性生活』第二書房、1968
- 『女ひとりの性生活 ひとりぼっちの愛情』第二書房、1969
- 『サイクリング入門』赤星亮衛絵 秋田書店 カラー版ジュニア入門百科 1969
- 『青年の悩みに答える本 すべてを知っておこう!』日本文芸社、1969
- 『ぼくらの自転車学校 安全で楽しく自転車に乗るためのテキスト』サイクル出版、1969
- 『葬儀のあとの寝室 13の怪奇と幻想の物語』第二書房、1970
- 『へんたい学入門』第二書房、1970
- 『ベッドのいじわる』第二書房 ナイト・ブックス、1970
- 『詳説仏像の持ちものと装飾』文進堂、1972
- 『仏塔を尋ねて 由来・みかた・起源』文進堂、1972
- 『仏像の印相をたずねて 手のかたちとみかた・結びかた』文進堂、1973
- 『サイクリング入門 みんな楽しめる』秋田書店 カラー版ジュニア入門百科、1984
- 『仏さまのファッション わかりやすい仏像の見かた』鈴木出版、1989
- 『ロング・ロング・セラーズ 半世紀を生きぬいた本の魅力』社会思想社 現代教養文庫 1990
- 『少女たちの昭和史』新潮社、1992
- 『仏像の持ちもの小事典』燃焼社、1992
- 『古本術。 売るための買いかた』夏目書房、1994
- 『動物園の昭和史 戦火に葬られた動物たち おじさん、なぜライオンを殺したの』データハウス、1995
- 『昭和のお母さんを見なおす本』大修館書店、1997
- 『仏事・仏具ハンドブック』藤井正雄監修 雄山閣出版、2000

### 編著
- 『別冊太陽　子どもの昭和史 昭和10年-20年』解説 平凡社、1986
- 『小学生新聞に見る戦時下の子供たち』全3巻 編著 日本図書センター、1991
- 『平和図書館 「戦争と平和」少年少女の記録』全10巻 編 日本図書センター、1993
- 『寺報・文書伝道文例大事典』編著 雄山閣出版、1997
- 『ビジュアル昭和の子供たち』編 教育出版センター、1997 シリーズ・ビジュアル昭和の生活史
- 『まぼろしの戦争漫画の世界』編著 夏目書房、1998

## 映画
- 『㊙女子大生 妊娠中絶』（1969年東映） – レズビアン指導

## 参考
- 『動物園の昭和史』『少女たちの昭和史』著者紹介

## 註
1. ↑  20世紀日本人名事典
2. 1 2  『動物園の昭和史』紹介文
3. ↑  テレビドラマデータベース。
4. ↑  『少女たちの昭和史』あとがき